# Mërgim Krasniqi
Mërgim Krasniqi (Borås, 23 agosto 1992) è un calciatore svedese, portiere del GAIS.
È fratello minore del calciatore Shkelqim Krasniqi, attaccante attivo prevalentemente nelle serie dilettantistiche svedesi.

## Carriera

### Club
Krasniqi è un prodotto del settore giovanile del Norrby. Dopo le prime panchine con la prima squadra, nel giugno 2010 Krasniqi fu ceduto in prestito fino alla fine dell'anno al Bollebygds IF, una squadra della Division 3, il quinto livello del calcio svedese. Sul finire dello stesso anno giocò le sue prime due gare di campionato con il Norrby nel campionato di Division 1, il nome che all'epoca aveva la terza serie nazionale. Dal 2011 Krasniqi fu il portiere titolare in pianta stabile, mantenendo poi il proprio posto anche negli anni a seguire. Nel 2017, grazie alla promozione ottenuta dal club nella stagione precedente, Krasniqi giocò il suo primo campionato di Superettan, la seconda divisione del calcio svedese.
Prima dell'inizio della stagione 2021 si è trasferito a parametro zero all'Örebro, squadra impegnata nel campionato di Allsvenskan. La sua prima annata nella massima serie nazionale lo vide però sedere spesso in panchina visto che fu prevelentemente riserva del francese Bobby Allain. In quel campionato collezionò sette presenze.
Per trovare maggiore spazio rescisse anticipatamente il proprio contratto con l'Örebro e tornò nella terza serie, ingaggiato in questo caso dal GAIS nel febbraio 2022 con un accordo valido fino alla fine dell'anno. I neroverdi finirono per vincere il girone sud della Ettan 2022 e tornarono in Superettan, con il portiere che, a fronte di un bilancio di 20 gol subiti in 29 presenze, a fine torneo rinnovò per due ulteriori anni. La risalita del GAIS nel calcio svedese proseguì l'anno seguente, dato che il club conquistò la seconda promozione nel giro di due anni grazie al secondo posto nella Superettan 2023 risultando nuovamente la squadra con meno gol subiti. Nel 2024 Krasniqi tornò dunque a calcare i campi della massima serie, questa volta però stabilmente da titolare a differenza di quanto avvenuto tre anni prima ai tempi dell'Örebro. Il 7 maggio 2024, con il neopromosso GAIS in quel momento sorprendentemente quinto nell'Allsvenskan 2024 dopo sette giornate, venne annunciato il rinnovo di Krasniqi fino al dicembre 2026.

## Statistiche

### Presenze e reti nei club
Statistiche aggiornate al 22 settembre 2024.
| Stagione        | Squadra         | Campionato      | Campionato | Campionato | Coppe nazionali | Coppe nazionali | Coppe nazionali | Coppe continentali | Coppe continentali | Coppe continentali | Altre coppe | Altre coppe | Altre coppe | Totale | Totale |
| Stagione        | Squadra         | Comp            | Pres       | Reti       | Comp            | Pres            | Reti            | Comp               | Pres               | Reti               | Comp        | Pres        | Reti        | Pres   | Reti   |
| --------------- | --------------- | --------------- | ---------- | ---------- | --------------- | --------------- | --------------- | ------------------ | ------------------ | ------------------ | ----------- | ----------- | ----------- | ------ | ------ |
| 2009            | Norrby          | 4D              | 0          | 0          | CS              | 0               | 0               | -                  | -                  | -                  | -           | -           | -           | 0      | 0      |
| 2010            | Norrby          | 3D              | 0          | 0          | CS              | 0               | 0               | -                  | -                  | -                  | -           | -           | -           | 0      | 0      |
| 2011            | Norrby          | 3D              | 25         | -32        | CS              | 0               | 0               | -                  | -                  | -                  | -           | -           | -           | 25     | -32    |
| 2012            | Norrby          | 3D              | 26         | -53        | CS              | 0               | 0               | -                  | -                  | -                  | -           | -           | -           | 26     | -53    |
| 2013            | Norrby          | 4D              | 0          | 0          | CS              | 3               | -6              | -                  | -                  | -                  | -           | -           | -           | 3      | -6     |
| 2014            | Norrby          | 3D              | 26         | -45        | CS              | 4               | -10             | -                  | -                  | -                  | -           | -           | -           | 30     | -55    |
| 2015            | Norrby          | 3D              | 21         | -44        | CS              | 1               | -3              | -                  | -                  | -                  | -           | -           | -           | 22     | -47    |
| 2016            | Norrby          | 3D              | 25+2       | -28 + -2   | CS              | 0               | 0               | -                  | -                  | -                  | -           | -           | -           | 27     | -30    |
| 2017            | Norrby          | 2D              | 28         | -50        | CS              | 4               | -9              | -                  | -                  | -                  | -           | -           | -           | 32     | -59    |
| 2018            | Norrby          | 2D              | 30         | -50        | CS              | 4               | -4              | -                  | -                  | -                  | -           | -           | -           | 34     | -54    |
| 2019            | Norrby          | 2D              | 30         | -43        | CS              | 1               | -1              | -                  | -                  | -                  | -           | -           | -           | 31     | -44    |
| 2020            | Norrby          | 2D              | 29         | -39        | CS              | 1               | -1              | -                  | -                  | -                  | -           | -           | -           | 30     | -40    |
| Totale Norrby   | Totale Norrby   | Totale Norrby   | 240+2      | -384 + -2  |                 | 18              | -34             |                    | -                  | -                  |             | -           | -           | 260    | -420   |
| 2021            | Örebro          | A               | 7          | -15        | CS              | 1               | 0               | -                  | -                  | -                  | -           | -           | -           | 8      | -15    |
| 2022            | GAIS            | 3D              | 29         | -20        | CS              | 2               | -5              | -                  | -                  | -                  | -           | -           | -           | 31     | -25    |
| 2023            | GAIS            | 2D              | 30         | -23        | CS              | 2               | -1              | -                  | -                  | -                  | -           | -           | -           | 32     | -24    |
| 2024            | GAIS            | A               | 19         | -21        | CS              | 2               | -2              | -                  | -                  | -                  | -           | -           | -           | 21     | -23    |
| Totale GAIS     | Totale GAIS     | Totale GAIS     | 78         | -64        |                 | 6               | -8              |                    | -                  | -                  |             | -           | -           | 84     | -72    |
| Totale carriera | Totale carriera | Totale carriera | 325+2      | -463 + -2  |                 | 25              | -42             |                    | -                  | -                  |             | -           | -           | 352    | -507   |